# Campeonato Mundial de Remo de 1988
El XVIII Campeonato Mundial de Remo se celebró en Milán (Italia) entre el 3 y el 6 de agosto de 1988 bajo la organización de la Federación Internacional de Sociedades de Remo (FISA) y la Federación Italiana de Remo.
Las competiciones se realizaron en el canal de remo Idroscalo, ubicado al este de la ciudad lombarda. Sólo se compitió en las categorías no olímpicas.

## Medallistas

### Masculino
| Evento                         | Oro | Plata | Bronce |
| ------------------------------ | --- | --- | --- |
| Scull individual ligero LM1X   | Alwin Otten RFA | Frans Göbel · Países Bajos · | Ruggero Verroca · Italia · |
| Doble scull ligero LM2X        | Enrico Gandola · Francesco Esposito · Italia · | Hartmut Schäfer Roland Ehrenfels RFA | Theo Nieuweboer · Jan van Bekkum · Países Bajos · |
| Cuatro sin timonel ligero LM4- | Mauro Torta · Dario Longhin · Massimo Lana · Nerio Gainotti · Italia · | Richard Metcalf Nicholas Howe Robin Williams Michael Diserens Reino Unido                                                                         | Thomas Palm Erik Ring Gerd Meyer Sebastian Franke RFA                                                                                                  |
| Ocho con timonel ligero LM8+   | Alfredo Striani · Andrea Re · Stefano Spremberg · Maurizio Losi · Fabrizio Ravasi · Enrico Barbaranelli · Sabino Bellomo · Vittorio Torcellan · Luigi Velotti (t) · Italia · 5:43,35 | Jeffrey Pfaendtner Mike Tuchen Luke Nelson John Irvine Tom White Edward Hewitt Tim Howell Tim O'Brien Michael O'Gorman (t) Estados Unidos 5:45,88 | Peter Lund Bo Vestergaard Niels Henriksen Jesper Vedel Flemming Meyer Lars Rasmussen Vagn Nielsen Svend Blitskov Stephen Masters (t) Dinamarca 5:46,05 |

### Femenino
| Evento                         | Oro                                                   | Plata                                                                  | Bronce                                                           |
| ------------------------------ | ----------------------------------------------------- | ---------------------------------------------------------------------- | ---------------------------------------------------------------- |
| Scull individual ligero LW1X   | Kristine Karlson Estados Unidos                       | Angela Schuster RFA                                                    | Maria Sava Rumania                                               |
| Doble scull ligero LW2X        | Laurien Vermulst · Ellen Meliesie · Países Bajos ·    | Christine Liègeois Aline Peyrat Francia                                | Gillian Bond Caroline Lucas Reino Unido                          |
| Cuatro sin timonel ligero LW4- | Zhang Huajie Liang Sanmei Zeng Meilan Lin Zhiai China | Brigid Cassells Leanne Whitehouse Marina Cade Justine Carrol Australia | Christiane Zimmer Sonja Petri Claudia Engels Kathrin Schmack RFA |

## Medallero
| Núm. | País           | Oro | Plata | Bronce | Total |
| ---- | -------------- | --- | ----- | ------ | ----- |
| 1    | Italia         | 3   | 0     | 1      | 4     |
| 2    | RFA            | 1   | 2     | 2      | 5     |
| 3    | Países Bajos   | 1   | 1     | 1      | 3     |
| 4    | Estados Unidos | 1   | 1     | 0      | 2     |
| 5    | China          | 1   | 0     | 0      | 1     |
| 6    | Australia      | 0   | 1     | 0      | 1     |
| 7    | Francia        | 0   | 1     | 0      | 1     |
| 8    | Dinamarca      | 0   | 0     | 1      | 1     |
| 9    | Reino Unido    | 0   | 0     | 1      | 1     |
| 10   | Rumania        | 0   | 0     | 1      | 1     |
|      | TOTAL          | 7   | 7     | 7      | 21    |